# Montain
Montain és un municipi francès situat al departament del Jura i a la regió de Borgonya - Franc Comtat. L'any 2007 tenia 495 habitants.

## Demografia

### Població
El 2007 la població de fet de Montain era de 495 persones. Hi havia 158 famílies de les quals 20 eren unipersonals (20 dones vivint soles i 20 dones vivint soles), 55 parelles sense fills, 71 parelles amb fills i 12 famílies monoparentals amb fills.
La població ha evolucionat segons el següent gràfic:
Habitants censats

### Habitatges
El 2007 hi havia 179 habitatges, 161 eren l'habitatge principal de la família, 12 eren segones residències i 5 estaven desocupats. 174 eren cases i 5 eren apartaments. Dels 161 habitatges principals, 144 estaven ocupats pels seus propietaris, 16 estaven llogats i ocupats pels llogaters i 2 estaven cedits a títol gratuït; 1 tenia dues cambres, 3 en tenien tres, 30 en tenien quatre i 128 en tenien cinc o més. 147 habitatges disposaven pel capbaix d'una plaça de pàrquing. A 38 habitatges hi havia un automòbil i a 118 n'hi havia dos o més.

### Piràmide de població
La piràmide de població per edats i sexe el 2009 era:
| Homes | Edats   | Dones |
| ----- | ------- | ----- |
| 4     | 95 o +  | 4     |
| 12    | 90 a 94 | 8     |
| 16    | 85 a 89 | 20    |
| 4     | 80 a 84 | 4     |
| 0     | 75 a 79 | 16    |
| 0     | 70 a 74 | 8     |
| 4     | 65 a 69 | 12    |
| 8     | 60 a 64 | 8     |
| 8     | 55 a 59 | 4     |
| 36    | 50 a 54 | 24    |
| 12    | 45 a 49 | 8     |
| 12    | 40 a 44 | 20    |
| 4     | 35 a 39 | 16    |
| 8     | 30 a 34 | 12    |
| 8     | 25 a 29 | 4     |
| 12    | 20 a 24 | 8     |
| 12    | 15 a 19 | 8     |
| 16    | 10 a 14 | 12    |
| 16    | 5 a 9   | 12    |
| 0     | 0 a 4   | 8     |

## Economia
El 2007 la població en edat de treballar era de 298 persones, 216 eren actives i 82 eren inactives. De les 216 persones actives 203 estaven ocupades (103 homes i 100 dones) i 13 estaven aturades (4 homes i 9 dones). De les 82 persones inactives 42 estaven jubilades, 26 estaven estudiant i 14 estaven classificades com a «altres inactius».

### Ingressos
El 2009 a Montain hi havia 162 unitats fiscals que integraven 460,5 persones, la mediana anual d'ingressos fiscals per persona era de 23.604 €.

### Activitats econòmiques
Dels 12 establiments que hi havia el 2007, 1 era d'una empresa de fabricació d'altres productes industrials, 7 d'empreses de construcció, 2 d'empreses de comerç i reparació d'automòbils, 1 d'una empresa d'hostatgeria i restauració i 1 d'una empresa de serveis.
Dels 6 establiments de servei als particulars que hi havia el 2009, 2 eren paletes, 3 lampisteries i 1 empresa de construcció.
L'any 2000 a Montain hi havia 8 explotacions agrícoles.

## Equipaments sanitaris i escolars
El 2009 hi havia una escola elemental integrada dins d'un grup escolar amb les comunes properes formant una escola dispersa.

## Poblacions més properes
El següent diagrama mostra les poblacions més properes.